# برانکو السنر
برانکو السنر (انگلیسی: Branko Elsner; ۲۳ نوامبر ۱۹۲۹ – ۱۷ نوامبر ۲۰۱۲) بازیکن و مربی فوتبال اهل پادشاهی یوگسلاوی و اسلوونی بود.